# Kurt Pohle

Kurt Pohle

Kurt Pohle (* 2. Mai 1899 in Forst (Lausitz); † 3. November 1961 in Neumünster) war ein deutscher Politiker der SPD.

## Leben und Beruf
Pohle, der evangelischen Glaubens war, arbeitete nach der Volksschule als Textilarbeiter. Er nahm als Soldat am Ersten Weltkrieg teil, in dem er schwer verwundet wurde. Nach dem Krieg arbeitete er bis zum Verbot 1933 als Redakteur bei verschiedenen sozialdemokratischen Zeitungen. 1933 wurde er verhaftet und kam zeitweilig ins Konzentrationslager. Er wird von Danker und Lehmann-Himmel in ihrer Studie über das Verhalten und die Einstellungen der Schleswig-Holsteinischen Landtagsabgeordneten und Regierungsmitglieder der Nachkriegszeit in der NS-Zeit als Protagonist der Arbeiterbewegung und daher „oppositionell / gemeinschaftsfremd“ charakterisiert. Von 1939 bis 1945 nahm er am Zweiten Weltkrieg teil und kam in amerikanische Kriegsgefangenschaft. Nach der Entlassung siedelte er sich in Eckernförde an und wirkte maßgeblich am Wiederaufbau der Eckernförder und der Landes-SPD mit.
Pohle war Präsident des Verwaltungsrates der norddeutschen Gruppe der „Lignikultur“ sowie Vizepräsident des Deutschen Pappelvereins. Außerdem war er Vorsitzender der „Schleswig-Holstein-Hilfe für Kriegsopfer“ und des Beirates der Arbeitsgemeinschaft Deutscher Versehrtensport.

## Partei
Pohle gehörte der SPD seit frühester Jugend an. Nach dem Zweiten Weltkrieg wurde er in den Parteivorstand seiner Partei gewählt. Er war auch Landesvorsitzender der SPD-nahen Arbeiterwohlfahrt in Schleswig-Holstein.

## Abgeordneter
Pohle gehörte 1924 bis 1929 dem Stadtrat von Sommerfeld, anschließend bis 1933 dem Stadtrat von Striegau an. Von 1930 bis 1933 war er Reichstagsabgeordneter für den Wahlkreis Breslau und kurzzeitig (1932) auch Mitglied des Preußischen Landtags.
Nach dem Zweiten Weltkrieg wurde Pohle 1946 Landtagsabgeordneter in Schleswig-Holstein, er vertrat im Parlament den Wahlkreis Rendsburg-Ost. Vom 11. April bis 11. November 1946 war er Vorsitzender des Ausschusses für Volkswohlfahrt. Nach seiner Wahl in den Deutschen Bundestag endete 1950 seine Landtagszugehörigkeit.
Dem Deutschen Bundestag gehörte Pohle von dessen erster Wahl 1949 bis zu seinem Tode 1961 als stets über die SPD-Landesliste Schleswig-Holstein gewählter Abgeordneter an; als Direktkandidat des ehemaligen Bundestagswahlkreises Schleswig – Eckernförde unterlag er in dieser Zeit Gegenbewerbern. Von 1949 bis 1953 war er stellvertretender Vorsitzender des Bundestagsausschusses für Fragen des Gesundheitswesens und vom 1. Oktober 1952 bis zum 26. Juni 1953 des „Untersuchungsausschusses zur Prüfung der unzulänglichen Einstellung von Schwerbeschädigten bei den Bundesdienststellen“. Außerdem amtierte er vom 16. April 1951 bis 1953 und von 1957 bis 1961 als Vorsitzender und von 1953 bis 1957 als stellvertretender Vorsitzender des Bundestagsausschusses für Kriegsopfer-, Kriegsgefangenen- und Heimkehrerfragen, dessen Name in den einzelnen Wahlperioden leicht variierte.
Obwohl Kurt Pohle nie dem Präsidium des Bundestages angehörte, wurde er von Bundestagspräsident Eugen Gerstenmaier am 18. April 1958 kurzzeitig mit der Sitzungsleitung beauftragt, da neben sämtlichen Bundestagsvizepräsidenten auch Alterspräsidentin Marie-Elisabeth Lüders abwesend war.

## Öffentliche Ämter
Pohle war unter Theodor Steltzer vom 12. Juni bis 22. November 1946 Minister für Volkswohlfahrt und anschließend bis 29. April 1947 Minister für das Gesundheitswesen des Landes Schleswig-Holstein. Vom 28. Februar 1949 bis zum 31. Mai 1950 war er Parlamentarischer Vertreter des Landesministers für Arbeit, Wirtschaft und Verkehr.

## Ehrungen
Nach Kurt Pohle sind der Kurt-Pohle-Weg in Husum und die Kurt-Pohle-Straße in Eckernförde benannt. In Wahlstedt gibt es einen Kurt-Pohle-Gedenkstein.